# Ierihon
Ierihon (Ebraică: יְרִיחוֹ, Standard: Yəriḥo, Tiberiană: Yərîḫô / Yərîḥô; Arabă: أريحا, ʼArīḥā; Canaanită: Yareah, Greacă: Ἱεριχώ; vezi ebraicul "yareakh", adică lună) este un oraș din Palestina, pe partea de vest a râului Iordan. Capitala regiunii Ierihon cu o populație de 20.416 palestinieni (2016). Se află în partea de nord a Deșertului Iudeei, aproximativ 7 km de la râul Iordan, la 12 km nord-vest de Marea Moartă și la 30 km nord-est de Ierusalim.
Este considerat ca cea mai veche așezare urbană din lume, precum și așezarea cu primele fortificații din lume, este de multe ori pomenit în Biblie cu numele de ”orașul palmierilor”. El este populat din aproximativ 9000 î.Hr.. El nu a fost locuit între 1550 și 1100 î.Hr., cu o foarte mică excepție.

## Istorie

### Distrugerea orașului de către Iosua Navi
Datarea efectuată de Kathleen Kenyon, conform căreia Ierihonul nu era locuit în timpul în care se considera că s-ar fi putut desfășura evenimentele din Biblie legate de invazia israeliților sub conducerea lui Iosua Navi, este acceptată consensual de arheologi.
(Desigur, asta, pentru unii, a făcut poveștile Bibliei și mai miraculoase decât erau—Iosua a distrus un oraș care nici măcar nu exista!)— William G. Dever, Recent Archeological Discoveries and Biblical Research
Conform Ann E. Killebrew (2005), „Cei mai mulți cercetători de azi acceptă faptul că majoritatea poveștilor despre cuceriri din Cartea lui Iosua sunt lipsite de realitate istorică”. În 2020 ea scria că, în timp ce descoperirile arheologice de la Hazor și altarul de la Muntele Ebal și câteva elemente literare sugerează că Cartea lui Iosua ar putea păstra unele amintiri reale ale istoriei timpurii a Israelului în Canaan, „există un consens că oricare ar fi sursele ei, indiferent de relatarea orală sau scrisă, povestirea cuceririi Canaanului este problematică din punct de vedere istoric și ar trebui tratată cu prudență.”
„Există puține lucruri pe care le putem salva din poveștile lui Iosua despre distrugerea rapidă, în totalitate, a orașelor canaanite și anihilarea populației locale. Pur și simplu nu s-a întâmplat; dovezile arheologice sunt incontestabile.”Aceasta este judecata unuia dintre cei mai conservatori istorici ai Israelului antic. Cu siguranță, există istorici mult mai conservatori care încearcă să apere istoricitatea întregii relatări biblice începând cu Avraam, dar munca lor se bazează pe presupoziții confesionale și este un exercițiu de apologetică mai degrabă decât de istoriografie. Majoritatea savanților biblici s-au împăcat cu faptul că o mare parte (nu toată!) din narațiunea biblică este doar vag legată de istorie și nu poate fi verificată.— John J. Collins
Mai recent, Lorenzo Nigro de la Expediția italo-palestiniană la Tell es-Sultan a susținut că a existat un fel de așezare în acest loc în timpul secolelor al XIV-lea și al XIII-lea î.Hr. El afirmă că expediția a detectat straturi de epocă de bronz târziu II în mai multe părți ale tellului, deși straturile sale superioare au fost puternic tăiate de operațiunile de nivelare în timpul epocii fierului, ceea ce explică lipsa materialelor din secolul al XIII-lea. Nigro respinge ideea că aceste descoperiri dau crezare narațiunii biblice despre cucerirea Canaanului de către Iosua.
Conform lui Nigro, Ierihonul avea înainte de 1200 î.Hr. un guvernator egiptean (Ierihonul era supus Egiptului).